# José Sastre
José Sastre Sanz (Madrid, España, 23 de marzo de 1937-Valencia, España, 27 de octubre de 1999) fue un futbolista español que se desempeñaba como centrocampista.

## Clubes
| Club                | País   | Año       |
| ------------------- | ------ | --------- |
| R. C. D. Espanyol   | España | 1952-1961 |
| Valencia C. F.      | España | 1962-1964 |
| Racing de Santander | España | 1964-1965 |